# 27529 Rhiannonmayne
27529 Rhiannonmayne è un asteroide della fascia principale. Scoperto nel 2000, presenta un'orbita caratterizzata da un semiasse maggiore pari a 2,3623848 au e da un'eccentricità di 0,1296102, inclinata di 6,27158° rispetto all'eclittica.
L'asteroide è dedicato all'astronoma statunitense Rhiannon Mayne.